# Luna (польська співачка)
Александра Катажина Вільгомас (пол. Aleksandra Katarzyna Wielgomas; нар. 28 серпня 1999 року), професійно відома як LUNA — польська співачка й авторка пісень. Представниця Польщі на Пісенному конкурсі Євробачення 2024 з піснею «The Tower».

## Життєпис
Народилася 28 серпня 1999 року у Варшаві. Навчалася в Національній музичній школі «Тадеуш Бейрд» у Гродзіську Мазовецькому по класу скрипки. У 2015—2018 роках відвідувала курс з правових та політичних наук. У 2018 році співачка почала навчання у Варшавському університеті.
Батько Александри Анджей є генеральним директором польської харчової компанії Dawtona.

## Кар'єра

### Початок
У 2010 році Александра приєдналася до дитячого хору Artos у Великому театрі у Варшаві, де навчалася співу у Данути Чмурської і виступала в операх.

### 2018—2019: Ола Вільгомас
У 2018 році налагодила співпрацю з лейблом Kayax в рамках проєкту «My Name Is New». Саме тоді вона записала свою дебютну пісню під назвою «Na wzgórzach niepokoju» (укр. На пагорбах тривоги). У червні випустила сингл «Zastyga» (укр. Замерзає). Через місяць Александра виступала на фестивалі «Naturalnie Mazury». У серпні 2019 року — на «Pol'n'Rock».

### Після 2020: LUNA
У 2020 році Александра розпочала співпрацю з композитором Міхалом «Fox» Кролем, результатом чого став сингл «Luna», який почав новий творчий шлях співачки. Того ж року вона також записала пісню «Serca przemokną» (укр. Серця змокнуть), яку, однак, через короткий час було видалено з Інтернету.
Під час 28-го фіналу Великого оркестру різдвяної благодійності в січні 2020 року LUNA відіграла концерт у телестудії. У липні вона виступила на концерті з гуртом Cukier у клубі Stodoła у Варшаві. 28 серпня заспівала з Мелою Котелюк пісню «Dlaczego drzewa nic nie mówią» (укр. Чому дерева нічого не говорять). 25 листопада 2020 року LUNA випустила сингл «Zgaś» (укр. Вимкнути). Пісня була дуже добре сприйнята та потрапила до списків найкращих польських пісень 2020 року, а також звучала на багатьох радіостанціях, зокрема на Chillizet, Radio Eska або Polskie Radio Program I. У пісню були додані звуки з космосу, опубліковані NASA.
2 лютого 2021 року LUNA випустила сингл «Mniej» (укр. Менше). У цю пісню вона також додала звуки з космосу: з Венерою як символом краси, любові та мистецтва та Меркурієм як символом розуміння. Пісня увійшла до Top 13 Radio Wawa, Hot 20 Radio Eska та в топ Alterlist Radio Victoria. Того ж року був опублікований ремікс на пісню у виконанні Skytech, яка потрапила на вершину списку DJ Top 10.
21 квітня LUNA випустила сингл «Nie Please o More» (укр. Не прошу про більше), який вона записала в дуеті з Марчіном Мацейчаком, та який потрапив до Попліста радіо RMF FM. 29 квітня вона випустила англомовну версію пісні «Zgaś» під назвою «Blind» і зняла кліп на цю пісню. 20 травня вийшов сингл «Wirtualne Przedmieście» (укр. Віртуальне передмістя), який розповідає про перебування на межі віртуального та реального світу. Кліп на пісню записали в Національному музеї етнографії у Варшаві. 18 червня LUNA випустила англомовну версію і цієї пісні — «Virtual Rivers». 12 серпня випустила сингл «Zabierz Nasze» (укр. Заберіть наше), 10 вересня — «Melt Away» (укр. Розтанути).
19 лютого 2024 року LUNA була оголошена польською представницею на Пісенному конкурсі Євробачення 2024 з піснею «The Tower» (укр. Башта). 7 травня співачка виступила в першому півфіналі конкурсу, але не змогла пройти до фіналу.

### Інші галузі
З 2015 по 2017 рік Александра грала роль краків'янки у виставі «Чудо, або Краков'яки та горяни». Також вона була пов'язана з театральним фокусом «на Мачульського». LUNA є амбасадоркою ініціативи Equal Spotify. Вона також є представницею Польщі в цій ініціативі.

## Артистизм
Александра цікавиться астрологією, філософією, мистецтвом, екологією та модою. Вона називає Ніка Кейва та Б'єрк своїми «найбільшими джерелами натхнення». В інтерв'ю Радославу Пулковському з журналу K-MAG у грудні 2020 року вона також назвала природу своїм натхнення, зокрема зв'язки між мікро- та макросвітами. Захоплюється поезією, зокрема творчістю Болеслава Лесьмяна.
Александра зазначила, що «LUNA» є її альтер-егом, яке «повне таємниць і магії». Вона обрала псевдонім «LUNA», тому що це означає Місяць з латини, великий вплив якого вона спостерігає у своєму житті. Вона додала, що цей псевдонім також пов'язаний з її лунатизмом.
Вілгомас описує свою музику як емоційно схарактеризовану. Її музику неодноразово називали загадковою і вона описує свої музичні роботи як «космічний поп».